# 본디 강착
천체물리학에서 본디 강착(영어: Bondi accretion)은 헤르만 본디의 이름을 딴 것으로 본디-호일-리틀턴 강착(Bondi-Hoyle-Lyttleton accretion)이라고도 하는데 성간매질을 통해 이동하는 소형 물체 상에 형성되는 구형의 강착을 의미한다. 이는 일반적으로 중성자별과 블랙홀 강착의 맥락에서 사용된다. 본디 강착율의 대략적인 형태를 달성하기 위해, 강착의 증가는 다음의 비율
{\displaystyle {\dot {M}}\simeq \pi R^{2}\rho v}
으로 발생하는 것으로 가정한다.
여기서, 
- {\displaystyle \rho } 는 주변 밀도이고,
- {\displaystyle v} 는 물체의 속도 {\displaystyle v_{o}} 또는  {\displaystyle v_{o}<c_{s}}인 경우에 주변 매체에서의 음속 {\displaystyle c_{s}}이고,
- {\displaystyle R} 은  {\displaystyle 2GM/c_{s}^{2}} 로 정의되는 본디 반경이다.

본디 반경은 탈출 속도가 음속과 동일하게 될 때의 반경이다. 이는 아음속 낙하와 초음속 낙하 사이의 경계를 나타낸다. 위 방정식에 본디 반경을 대입하면 다음의 결과,
{\displaystyle {\dot {M}}\simeq {\frac {\pi \rho G^{2}M^{2}}{c_{s}^{3}}}}
이 된다.
이는 엄격한 정의가 아닌 스케일링 관계일 뿐이다. 보다 완전한 해는 본디의 원래 논문과 기타 두편의 논문에서 찾을 수 있다.

## 원시행성의 형성에 적용
행성이 원시행성 원반에서 형성될 때, 행성이 대기를 형성할 수 있으려면 원반의 가스가 본디 구체(Bondi sphere)로 하강하여야 한다. 충분히 거대한 행성의 경우 초기에 축적된 가스가 본디 구체를 빠르게 채울 수 있다. 이 시점에서 행성이 더 많은 대기를 흡수할 수 있으려면 켈빈-헬름홀츠 메커니즘을 통해 대기가 냉각되고 수축되어야 한다.

## 서지
- 본디(1952) MNRAS 112, 195, 링크
- 메스텔 (1954) MNRAS 114, 437, 링크
- 호일과 리틀턴 (1941) MNRAS 101, 227